# Schloss Spiez

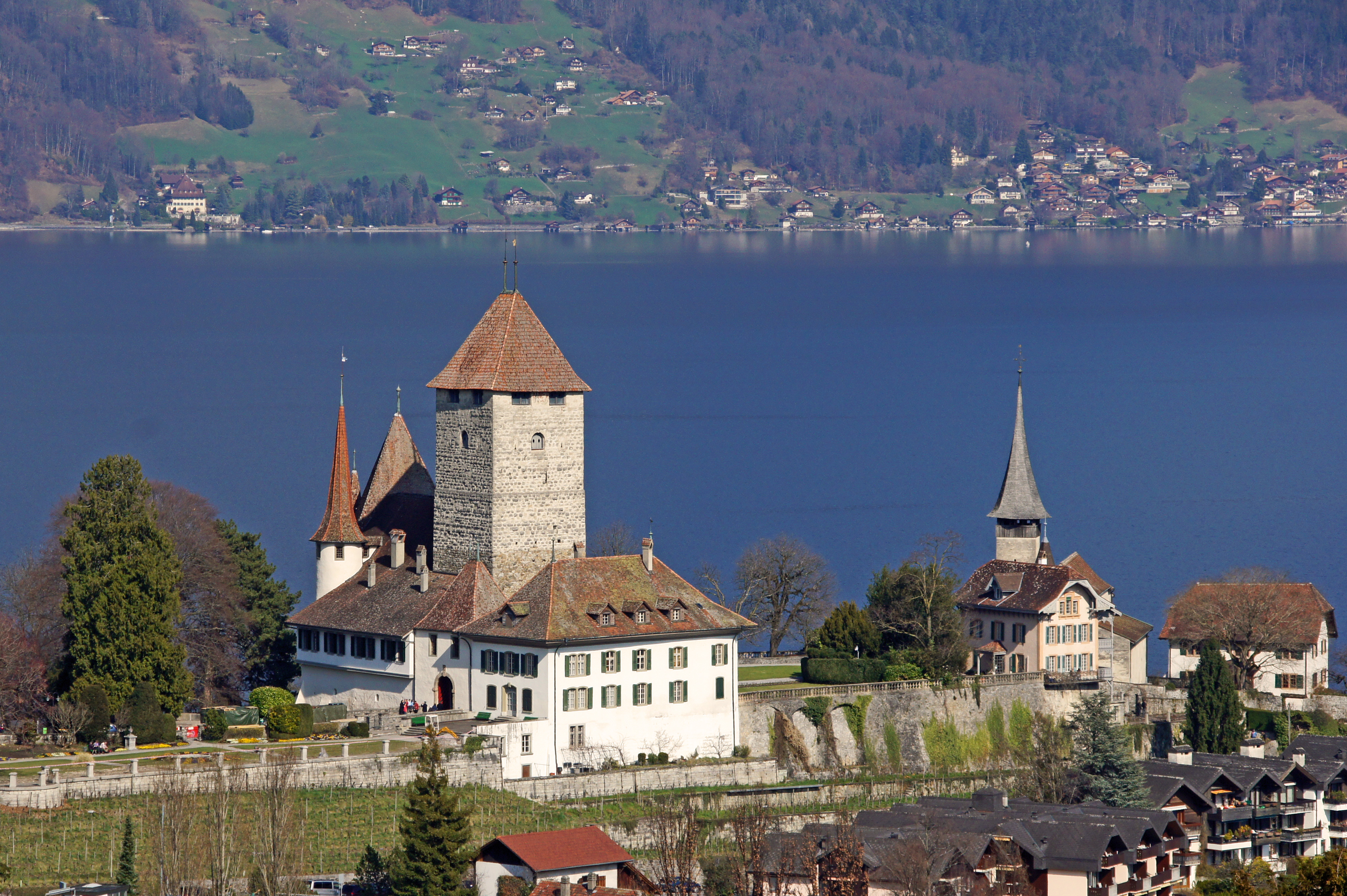
Schloss Spiez und Schlosskirche (2011)

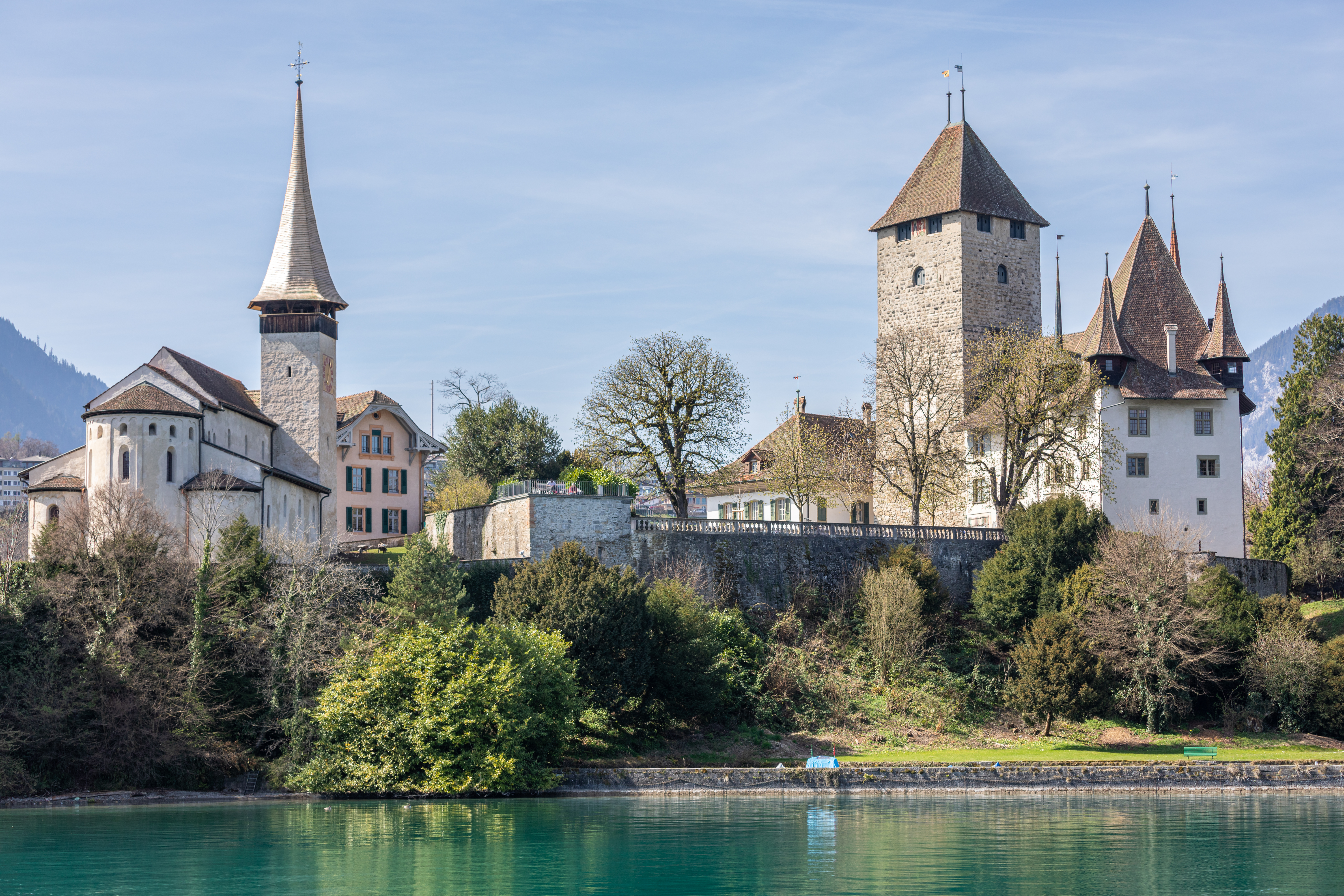
Schlosskirche und Schloss seeseitig (2017)

Das Schloss Spiez ist ein Schloss in Spiez am Thunersee im Schweizer Kanton Bern.
Der markante Turm wurde oft als Bergfried gedeutet, war aber ein Wohnturm. Er entstand nach 1200 ein einem Bauzug. Im späten 13. Jahrhundert wurde nördlich davon ein mehrgeschossiger Wohntrakt angebaut. Die Burg war ursprünglich im Besitz der Freiherren von Strättligen, ab 1338 der Familie von Bubenberg. 1516 gelangte sie an die Familie von Erlach, die hier bis 1875 residierte. Im Festsaal befinden sich frühbarocke Stuckaturen des Tessiner Künstlers Gian Antonio Castelli von 1614. Von 1875 bis 1900 war Hermann Karl von Wilke der Besitzer, Grossvater des Tilo von Wilmowsky. Seit 1927 ist das Schloss im Besitz der Stiftung Schloss Spiez. Heute befindet sich im Schloss ein Museum.
Die ehemals dem Heiligen Laurentius geweihte frühromanische Schlosskirche wurde der Legende nach von König Rudolf II. von Hochburgund gestiftet und war der Mutterkirche von Einigen unterstellt. Hier liegt Sigmund von Erlach begraben.